# Araeomorpha atmota
Araeomorpha atmota là một loài bướm đêm trong họ Crambidae.